# Aderus maroniensis
Aderus maroniensis é uma espécie de inseto besouro da família Aderidae. Foi descrita cientificamente por Maurice Pic em 1920.

## Distribuição geográfica
Habita no arquipélago da Guianas.